# Chiesa di Sant'Eugenio (Milano)
La chiesa di Sant'Eugenio è un luogo di culto cattolico di Milano, in Città metropolitana e arcidiocesi di Milano.

## Storia
La chiesa venne costruita nel quartiere milanese di Calvairate tra il 1958 e il 1960, dedicata alla memoria di Eugenio Tosi, fondatore dell'Unione degli Uomini dell'Azione Cattolica, che sostennero la costruzione di essa. La sua edificazione fu parte del nuovo progetto del cardinal Montini per dotare Milano di nuove chiese in seguito al boom di popolazione dato dal boom economico e dall'immigrazione dal Mezzogiorno e venne affidata all'architetto Galesio.

## Architettura
L'edificio si sviluppa con una struttura planimetrica poligonale non simmetrica, con un asse che si estende dalla direzione sud-est verso nord-ovest: l'accesso, rialzato dal livello stradale, si raggiunge mediante tre porte in legno che immettono in un ambiente di transizione poco ampio, il quale conduce alla sala principale. Quest'ultima è arricchita dalla luminosità proveniente dalle finestre poste tra le strutture del soffitto e da un'ampia vetrata policroma collocata sulla parete posteriore. L'area presbiteriale, caratterizzata da muri laterali che convergono verso l'altare principale, presenta sul fondo un'opera artistica di Glauco Baruzzi e sopra di essa si erge un tiburio esagonale provvisto di finestre: a sinistra dell'area presbiteriale è collocato il fonte battesimale realizzato in serizzo, su progetto di padre Costantino Ruggeri, sul lato destro, la Cappella eucaristica accoglie l'altare dedicato al Santissimo Sacramento, arricchito da un tabernacolo variopinto che include una scultura lignea raffigurante Cristo.
Sul lato destro, una cappella mariana custodisce affreschi e incisioni di Baruzzi, mentre nel lato opposto sono collocate le quattordici stazioni della Via Crucis, opera di Valerio Frisoni: esternamente, l'edificio si caratterizza per l'accostamento tra gli elementi strutturali in calcestruzzo armato e i riempimenti in mattoni, mentre il tiburio e la sacrestia, ubicata sul lato destro, presentano una superficie completamente rivestita di intonaco.